# Tom Finney
Sir Thomas „Tom“ Finney, CBE (* 5. April 1922 in Preston; † 14. Februar 2014 ebenda) war ein englischer Fußballspieler. Er war während seiner gesamten Karriere für den Verein Preston North End aktiv. Finney war ab 1940 Profi und absolvierte zwischen 1946 und 1958 insgesamt 76 Länderspiele für die englische Fußballnationalmannschaft und schoss dabei 30 Tore.

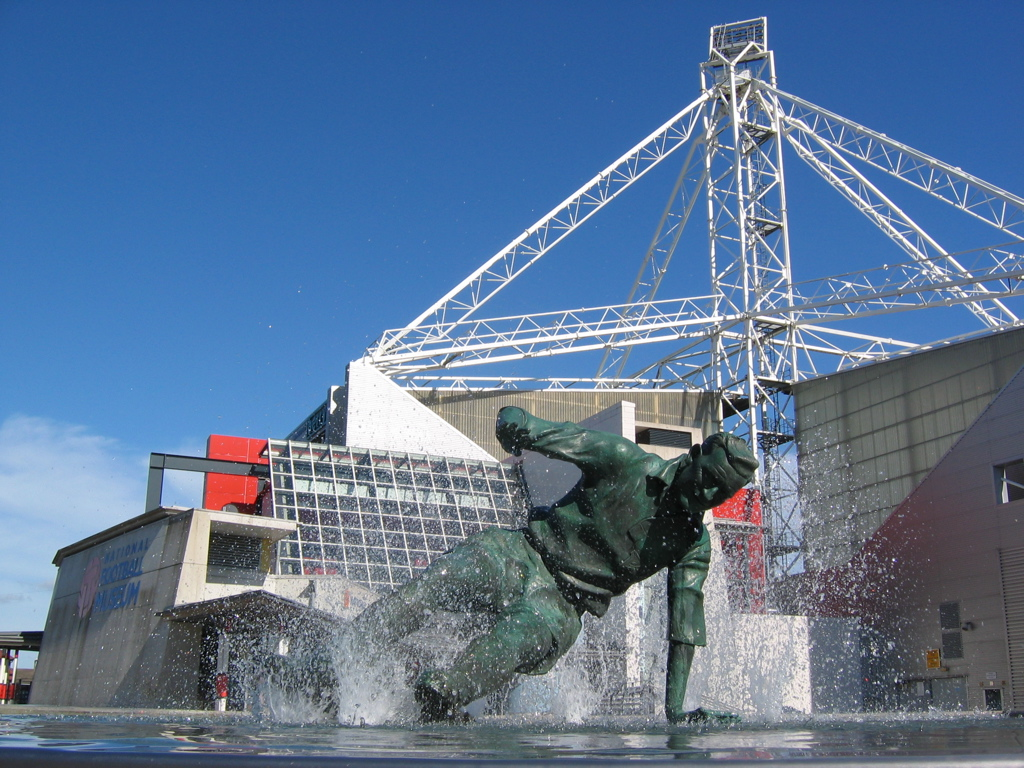
Finney-Denkmal „Splash“ vor dem Prestoner National Football Museum

## Sportlicher Werdegang
Finney war ein Kind von schmächtiger Statur und hatte in jungen Jahren mit Krankheiten zu kämpfen. Im Alter von vierzehn Jahren absolvierte er in seiner Heimat für Preston North End ein Probetraining und wurde als Jugendspieler verpflichtet. Da Finneys Vater einer Fußballspielerlaufbahn seines Sohnes skeptisch gegenüberstand und ihn in den familiären Installateurbetrieb einbinden wollte, durfte Tom Finney den Sport nur auf Teilzeitbasis ausüben.
Im Jahr 1940 unterschrieb Finney seinen ersten Profivertrag und debütierte im Oktober des gleichen Jahres. Da zu dieser Zeit der offizielle Ligabetrieb aufgrund des Zweiten Weltkriegs unterbrochen war, spielte der beidfüßige Außenstürmer in der Wartime League und gewann einmal den Wartime Cup. Als er 1942 in der britischen 8. Armee in Ägypten kämpfte, spielte er zudem mit einer Auswahl gegen diverse lokale Auswahlmannschaften in Nordafrika, wobei ihm unter anderem auch bei einer Gelegenheit der spätere Schauspieler Omar Sharif gegenüberstand.
Als nach Beendigung des Zweiten Weltkriegs der Spielbetrieb wieder aufgenommen wurde, spielte Finney seine erste Partie für die englische Nationalmannschaft, als Nordirland am 28. September 1946 in Belfast mit 7:2 besiegt werden konnte, und schoss dabei auch sein erstes Tor. In der Liga debütierte er im Spiel gegen Leeds United. Nachdem er sich auf den beiden Außenstürmer-Positionen in der Stammformation etablieren konnte, war Finney nach zwei guten Spielzeiten häufig verletzt und verpasste eine große Anzahl von Spielen. Zum Ende der Saison 1948/49 stieg Preston mit Finney aus der First Division ab. Trotz der Krise, die Preston zu dieser Zeit durchlebt hatte, verbesserte sich Finney stetig in der Nationalmannschaft und bildete mit Stanley Matthews ein sehr effektives Flügelstürmer-Paar. Legendär dabei waren die beiden Siege gegen ein aufstrebendes Portugal und den letzten Weltmeister aus Italien in den Jahren 1947 (Lissabon) und 1948 (Turin), als England mit 10:0 gegen Portugal und 4:0 gegen Italien gewann. Die WM 1950 in Brasilien verlief für Finney enttäuschend, als England nach einem Auftaktsieg gegen Chile sensationell gegen die Mannschaft aus den USA verlor und nach einer weiteren Niederlage gegen Spanien vorzeitig aus dem Turnier ausschied.
Nach insgesamt zwei Spielzeiten in der Second Division stieg Preston 1951 wieder in die Eliteliga auf. In der Folgezeit entwickelten sich die Erfolge für Finney erneut gegenläufig. Als Preston nach einer guten ersten Saison in der darauffolgenden Spielzeit 1952/53 sogar die Vizemeisterschaft gewinnen konnte, hatten international Nationen wie Ungarn das englische Team zunehmend als führendes europäisches Fußballland abgelöst, was durch Englands 3:6-Niederlage gegen Ungarn im Wembley-Stadion im Jahr 1953 unterstrichen wurde. Nur wenige Monate später gewann Ungarn in einem Rückspiel gegen England mit 7:1 sogar noch deutlicher. Finney, der im Jahr 1952 ein Angebot aus dem italienischen Palermo abgelehnt hatte, erreichte 1954 das Finale des FA Cups und verlor gegen West Bromwich Albion mit 2:3 und wurde zudem zu Englands Fußballer des Jahres. Bei der anschließenden WM 1954 scheiterte England trotz eines Treffers von Finney im Viertelfinale gegen Uruguay mit 2:4.
In der Zeit nach der Weltmeisterschaft häuften sich die Verletzungsprobleme Finneys in Form eines beschädigten Ischiasnervs sowie Knie- und Schulterverletzungen. Als zu Beginn der Saison 1956/57 und nach einer sehr durchwachsenen Spielzeit mit Cliff Britton ein neuer Trainer zu Preston stieß, stellte dieser Finney auf die Position des Mittelstürmers. Diese Entscheidung sollte sich positiv auswirken, indem Preston zunächst als Dritter und dann als Vizemeister die beiden anschließenden Spielzeiten abschloss und Finney seine Torquote erhöhen konnte. Bei der WM 1958 in Schweden, seiner nun dritten Weltmeisterschaft, spielte Finney in der Eröffnungspartie gegen die Sowjetunion, fiel allerdings verletzungsbedingt für den Rest des Turniers aus.
In der darauffolgenden Spielzeit absolvierte er im Wembley-Stadion gegen die Sowjetunion sein letztes Länderspiel und nach einer mit Verletzungen geplagten Saison 1959/60 trat Finney als Fußballer zurück, wobei Preston nur ein Jahr später aus der ersten Liga abstieg und auch bis heute dorthin nicht mehr zurückkehren konnte. Zuvor hatte er noch mit seinem 30. Länderspieltor gegen Nordirland im Oktober 1958 Vivian Woodward und Nat Lofthouse übertroffen und war zum Rekordtorschützen Englands aufgestiegen, musste sich diese Ehre aber schon zwei Wochen später durch Lofthouse’ letzten Treffer teilen und sie 1963 endgültig an Bobby Charlton abtreten. Von seinen 76 Länderspielen bestritt er 43 als Rechts- und 33 als Linksaußen. Er war Mitglied der legendären Angriffsreihe, die neben ihm Stanley Matthews, Stan Mortensen, Tommy Lawton und Wilf Mannion aufbot. Finney bestritt neun Qualifikationsspiele für die Weltmeisterschaftsturniere 1950, 1954 und 1958 und absolvierte in den Endrunden sieben Spiele mit zwei Treffern für England.
1961 wurde Finney, der aufgrund des von seiner Familie geführten Installateurbetriebs auch Preston Plumber (zu deutsch in etwa: Klempner aus Preston) genannt worden war, mit dem Order of the British Empire als OBE ausgezeichnet und im Jahr 1998 zum Ritter geschlagen. Der deutsche Torhüter Bernd Trautmann, der lange bei Manchester City spielte, sagte über ihn:

„Tom Finney überragte alle. Er hat nie die Aufmerksamkeit bekommen, die ihm gerecht geworden wäre, weil er immer nur bei Preston North End gespielt hat. Man hat ihn regelmäßig in Grund und Boden getreten, aber er ist stets wieder aufgestanden, hat sich das Hemd abgeklopft und weitergespielt. Ich habe nie einen bescheideneren und vorbildlicheren Menschen getroffen als Tom.“

Auch im hohen Alter war Finney weiterhin bei seinem langjährigen Verein aus Preston in vereinsführender Position aktiv.